# Bauhinia williamsii
Bauhinia williamsii är en ärtväxtart som beskrevs av Ferdinand von Mueller. Bauhinia williamsii ingår i släktet Bauhinia och familjen ärtväxter. Inga underarter finns listade i Catalogue of Life.